# Aunou-le-Faucon
Aunou-le-Faucon és un municipi francès situat al departament de l'Orne i a la regió de Normandia. L'any 2007 tenia 264 habitants.

## Demografia

### Població
El 2007 la població de fet d'Aunou-le-Faucon era de 264 persones. Hi havia 94 famílies de les quals 17 eren unipersonals (8 homes vivint sols i 9 dones vivint soles), 28 parelles sense fills, 45 parelles amb fills i 4 famílies monoparentals amb fills.
La població ha evolucionat segons el següent gràfic:
Habitants censats

### Habitatges
El 2007 hi havia 124 habitatges, 94 eren l'habitatge principal de la família, 10 eren segones residències i 20 estaven desocupats. 116 eren cases i 8 eren apartaments. Dels 94 habitatges principals, 87 estaven ocupats pels seus propietaris, 3 estaven llogats i ocupats pels llogaters i 4 estaven cedits a títol gratuït; 3 tenien dues cambres, 5 en tenien tres, 18 en tenien quatre i 68 en tenien cinc o més. 71 habitatges disposaven pel capbaix d'una plaça de pàrquing. A 35 habitatges hi havia un automòbil i a 56 n'hi havia dos o més.

### Piràmide de població
La piràmide de població per edats i sexe el 2009 era:
| Homes | Edats   | Dones |
| ----- | ------- | ----- |
| 0     | 95 o +  | 0     |
| 0     | 90 a 94 | 0     |
| 0     | 85 a 89 | 0     |
| 0     | 80 a 84 | 0     |
| 0     | 75 a 79 | 0     |
| 4     | 70 a 74 | 4     |
| 12    | 65 a 69 | 8     |
| 12    | 60 a 64 | 4     |
| 12    | 55 a 59 | 12    |
| 8     | 50 a 54 | 4     |
| 12    | 45 a 49 | 24    |
| 16    | 40 a 44 | 8     |
| 4     | 35 a 39 | 4     |
| 8     | 30 a 34 | 8     |
| 4     | 25 a 29 | 0     |
| 4     | 20 a 24 | 0     |
| 12    | 15 a 19 | 16    |
| 8     | 10 a 14 | 0     |
| 4     | 5 a 9   | 4     |
| 4     | 0 a 4   | 4     |

## Economia
El 2007 la població en edat de treballar era de 173 persones, 131 eren actives i 42 eren inactives. De les 131 persones actives 123 estaven ocupades (65 homes i 58 dones) i 8 estaven aturades (4 homes i 4 dones). De les 42 persones inactives 22 estaven jubilades, 14 estaven estudiant i 6 estaven classificades com a «altres inactius».

### Ingressos
El 2009 a Aunou-le-Faucon hi havia 92 unitats fiscals que integraven 264 persones, la mediana anual d'ingressos fiscals per persona era de 20.841 €.

### Activitats econòmiques
Dels 6 establiments que hi havia el 2007, 1 era d'una empresa de fabricació d'altres productes industrials, 1 d'una empresa de construcció, 1 d'una empresa d'hostatgeria i restauració, 1 d'una empresa immobiliària, 1 d'una empresa de serveis i 1 d'una entitat de l'administració pública.
Dels 2 establiments de servei als particulars que hi havia el 2009, 1 era una lampisteria i 1 veterinari.
L'any 2000 a Aunou-le-Faucon hi havia 4 explotacions agrícoles.

## Poblacions més properes
El següent diagrama mostra les poblacions més properes.